# Eachléim
Eachléim (anglicizzato in passato come Aughleam o Aghleam ) è un villaggio del Mayo, nella Repubblica d'Irlanda. Ha una superficie totale di 2,96 km². Il nome deriva dall'irlandese Each (cavallo) e Léim (salto), dal fatto che una tradizione locale tramanda la storia di un cavallo che abbia a suo tempo fatto un salto da una parte all'altra di un pezzo di terra, demarcando i confini del villaggio.
È situato quasi sulla punta della penisola di Mullet, nella sperduta zona gaeltacht di Erris. È anche sede dello Ionad Deirbhile, o Eachléim Heritage Centre.